# Anelosimus ethicus
Anelosimus ethicus är en spindelart som först beskrevs av Eugen von Keyserling 1884.  Anelosimus ethicus ingår i släktet Anelosimus och familjen klotspindlar. Inga underarter finns listade i Catalogue of Life.